# Proč je to tak
„Proč je to tak“ je píseň zpěvačky a šansionérky Hany Hegerové, jež byla poprvé uvedena ve zfilmované hře Dobře placená procházka, pocházející z divadla Semafor. Poprvé byla nahrána nejspíše roku 1966 v neznámém studiu právě pro tento film, avšak vydána byla teprve roku 1991 pro kolekci Paběrky.

## Kontext písně
Ve hře Dobře placená procházka píseň zpívá „Teta Brockefellerová z Liverpoolu“ (Hana Hegerová) poté, co odchází „Advokát“ (Jiří Šlitr). V písni je popisován život tety, příběh o jejím nabytí na majetku a také to, po čem teta skutečně touží - po lásce.